# Melchior Treub
Melchior Treub ( 26 de diciembre de 1851, Voorschoten - 3 de octubre de 1910) fue un botánico, pteridólogo, algólogo neerlandés. En 1873 se graduó en la Universidad de Leiden, y luego permaneció en Leiden como asistente botánico. De 1880 hasta 1909, fue director botánico en el Jardín Botánico de Buitenzorg, Indias Orientales Neerlandesas.
Treub es recordado por su trabajo botánico con la flora tropical en la isla de Java. Fue especialmente reconocido por su organización del Jardín Botánico de Buitenzorg como una institución científica de renombre mundial de la botánica. Trabajó durante casi 30 años en los jardines botánicos, volviendo a los Países Bajos un año antes de su muerte, en 1910.
En 1907, Treub recibió la Medalla linneana, y en la actualidad la "Sociedad para la Promoción de la Investigación Científica en el Trópico" es conocida como Treub Maatschappij. Se acreditó el acuñado del término protocormo para describir los estadios tempranos en la germinación de licopodos.
- La abreviatura «Treub» se emplea para indicar a Melchior Treub como autoridad en la descripción y clasificación científica de los vegetales.[2]